# РД-857
РД-857 (Индекс ГРАУ — 15Д12) — жидкостный ракетный двигатель, разработанный в КБ-4 ОКБ-586 Иваном Ивановым (начало работ — 1963 год). Двигатель предназначался для создания тяги и управления полетом второй ступени 8К94 комбинированной МБР 8К99 (РТ-20П) по всем каналам стабилизации. В связи с прекращением работ по РТ-20П в серию не пошёл, но на его основе разработан двигатель РД-862 (15Д169) применявшийся на второй ступени ракеты МР УР-100 (15А15) (усовершенствования касались повышения надежности и увеличения ресурса).
Двигатель РД-857 — однокамерный, однорежимный, закрытого цикла, однократного включения с турбонасосной системой подачи компонентов топлива (АТ — НДМГ), выполнен по схеме с дожиганием восстановительного генераторного газа. Управление вектором тяги по каналам тангажа и рыскания осуществляется газодинамическим способом, основанным на вдуве восстановительного генераторного газа в закритическую (сверхзвуковую) часть сопла камеры двигателя. Для управления по каналу крена установлены четыре реактивных сопла, рабочее тело для которых вырабатывается в газогенераторе ТНА двигателя.
Рабочее тело турбины ТНА — вырабатываемый в газогенераторе восстановительный газ. Раскрутка ТНА во время запуска производится за счёт порохового стартера, работающего на пусковую турбину. Управление элементами автоматики — с помощью пироприводов.